# Piotr Czerny (zm. 1617)
Piotr Czerny herbu Nowina (zm. w 1617 roku) – stolnik królowej, chorąży lubelski w latach 1599–1617.
W 1607 roku był posłem na sejm z województwa lubelskiego.